# Javkhlant
Javkhlant (mongol : Жавхлант) est un sum (district) de la province de Selenge au nord de la Mongolie.